# Коксиыр
Коксиыр (каз. Көксиыр) — село в Павлодарской области Казахстана. Находится в подчинении городской администрации Экибастуза. Входит в состав Олентинского сельского округа. Код КАТО — 552249400.

## Население
В 1999 году население села составляло 131 человек (71 мужчина и 60 женщин). По данным переписи 2009 года, в селе проживал 81 человек (45 мужчин и 36 женщин).